# 張公裘
張公裘（1917年1月1日—2022年3月8日），越南奠磐人，越南共和國教授、政治人物。

## 生平
張公裘生於1917年，廣南省青橘村人，西山朝尚書張公禧後人。
張公裘是一位天主教徒。1952年，他與高文論神父一起參與了巴黎越南堂區的創立。
張公裘是西貢師範大學的創辦者之一和首任系長，教授哲學和法國文學兩門科目。
越南第一共和國時期，張公裘擔任文化和社會事務部長。1963年8月，外交部長武文牡因佛教徒危機請求辭職，總統吳廷琰拒絕了他的辭呈，但是允許他休假三個月，前往印度朝聖，並讓張公裘代理外交部長一職。
越南第二共和國時期，張公裘出任越南人社革命黨主席，該黨在當時被普遍認爲是吳廷琰時期勤勞人位革命黨的後繼者，黨組織由原勤勞黨的黨員領導。1973年，張公裘違法逃往法國，據報道是爲幫助其17歲的兒子逃脫越南共和國軍的徵兵體制。
2022年3月8日，張公裘在塞納河畔羅尼逝世，享壽103歲。

## 外部鏈接
- 訃告 （页面存档备份，存于），VietCatholic News

| 官衔          | 官衔                                                    | 官衔          |
| ------------- | ------------------------------------------------------- | ------------- |
| 前任： 武文牡 | 越南共和國外交部長（代理） 1963年8月23日－1963年11月2日 | 繼任： 范登林 |